# Buju Banton

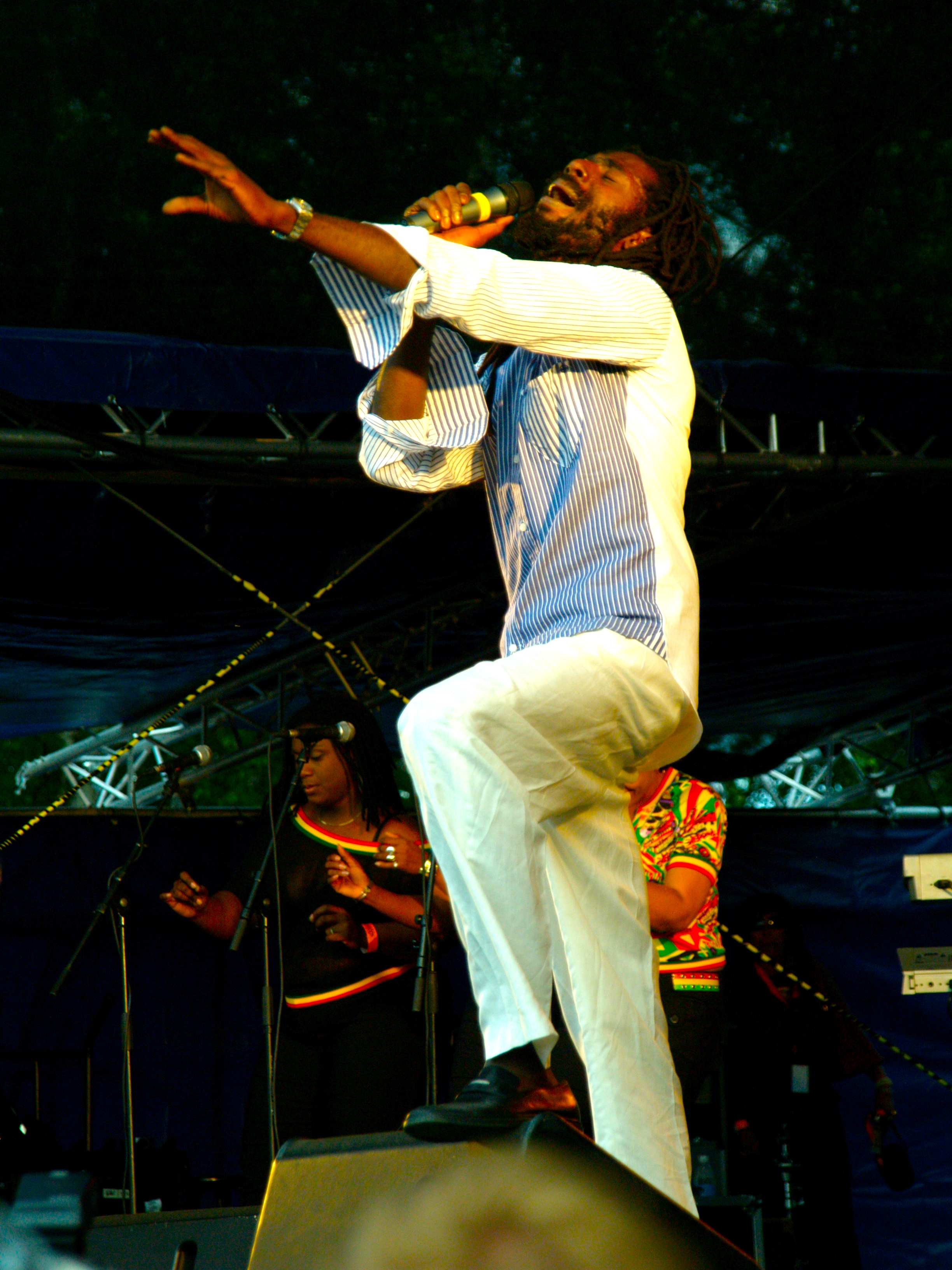
Buju Banton (Auftritt beim Ilosaarirock-Festival 2006)

Buju Banton (bürgerlich Mark Anthony Myrie, * 15. Juli 1973 in Kingston, Jamaika) ist ein jamaikanischer Musiker. Als Reggae-, Dancehall- und Ragga-Sänger wurde er zu den bedeutenden Vertretern der jamaikanischen Musik in den 1990er Jahren gezählt.

## Leben
Banton wuchs als jüngstes von 15 Kindern (13 Schwestern, 1 Bruder) in einem Außenviertel von Kingston auf, dem Slum Salt Lane. Den Spitznamen Buju (in der Maroonsprache: Brotfrucht) bekam er von seiner Mutter, weil er in seiner Jugend etwas rundlich war; der Nachname Banton stammt von einem Jugendidol, dem Deejay Burro Banton; zudem heißt Banton im Patois „Geschichtenerzähler“. Ein weiterer Spitzname Bantons ist „Gargamel“.

### 1985 bis 1991: Die Anfänge
Im Alter von zwölf Jahren hatte Buju Banton unter dem Namen Lambada Man erste öffentliche Auftritte als Deejay, der in den Dancehalls über verschiedene Aufnahmen chattet. Tonto Irie stellte ihn wenig später Robert French vor, auf dessen Label 1986 die durch ihn produzierte Debütsingle The Ruler erschien. Im Jahr darauf, 1987, arbeitete er dann zunächst mit Red Dragon und Bunny Lee, später auch mit Winston Riley und produzierte auf verschiedenen Kingstoner Labels mehrere Singles.
Eine wichtige Rolle spielte dann das Zusammentreffen mit Dave Kelly, der seinerzeit Studioengineer bei Donovan Germaines Penthouse Studio war. Aus dieser Zusammenarbeit entstanden Bantons erste wichtige Singles wie Love Me Browning und später Women Nuh Fret, Batty Rider und Bogle Dance. Love Me Browning, ein Lied, das Bantons Vorliebe für schwarze Frauen mit hellerer Haut Ausdruck verleiht, sorgte in Jamaika erstmals für eine kontroverse Diskussion über Bantons Texte.

### 1991 bis 1995: Erfolg und Kontroverse
1991 folgte das Debütalbum Stamina Daddy, 1992 Mr. Mention, das ebenfalls bei Penthouse erschien und in Jamaika alle Verkaufsrekorde übertraf.
1992 erschien als Single der Tune Boom bye bye, in dem es heißt:

„The world is in trouble
Anytime Buju Banton come
Batty boy get up and run
ah gunshot in ah head man
Tell dem crew … it’s like
Boom bye bye, in a batty boy head,
Rude boy nah promote no nasty man,
them hafi dead.“

Batty Boy ist ein Patois-Ausdruck für einen homosexuellen Mann. In Boom Bye Bye beschreibt Banton demnach die Erschießung homosexueller Männer.
Anfang der 1990er begann sich Banton für HIV-positive Kinder zu engagieren, in dem er eine Stiftung mit dem Namen „Willy“ gründete. Der Name ist eine Anspielung auf den Tune Willy Don’t Be Silly der 1993 auf dem Album Voice of Jamaica veröffentlicht wurde. In ihm forderte er die Benutzung von Kondomen. Bis 1995 besaß Banton ein eigenes Label namens Gargamel und ein eigenes Aufnahmestudio.

### Ab 1995
Nach dem Tod eines engen Freundes, der 1995 bei einer Schießerei ums Leben kam, bekannte sich Buju Banton zum Rastafari. An Stelle von Slackness- und Gunlyrics über Waffengebrauch, wurden nunmehr zunehmend spirituelle und gesellschaftliche Umstände thematisiert. Diese Wandlung manifestiert sich schon im selben Jahr, in dem das Album Til Shiloh mit dem den Vorfall direkt verarbeitenden Tune Murderer erschien. In Til Shiloh und später im Album Inna Heights, vereint Buju Banton Reggae und den Dancehall. Buju Banton ist bis heute ein Künstler mit einem weiten Spektrum, der nach wie vor Reggae- und Dancehallriddims besingt. 2003 erschien das Album Friends for Life.
2004 wurde er verhaftet, da er beschuldigt wurde, an einem bewaffneten und gewaltsamen Überfall auf eine Gruppe schwuler Männer beteiligt gewesen zu sein. Es kam jedoch zu keiner Verurteilung.
2006 erschien das Album Too Bad. Es war sein erstes reines Dancehall-Album seit 1993 und wurde für als „Bestes Reggae-Album“ für den Grammy 2007 nominiert. Erst im Jahr 2011, vier Nominierungen später, gewann Buju mit Before the Dawn seinen ersten Grammy.
2008 publizierte Buju Banton im Newsletter seines Labels Gargamel Music einen Aufruf an Dancehall-Künstler: „Wir haben [in Jamaika] ein fürchterliches Problem mit Kriminalität, Politikern [...] und Lesben und Schwulen. Wir erleben einen Verfall der Gesellschaft“, und Künstler müssten die Inhalte ihrer Songs überdenken. Nach Informationen der „Stop Murder Music Bern“-Kampagne wurden seit Oktober 2007 keine Lieder homophoben Inhalts mehr öffentlich gespielt.
Im Februar 2011 wurde Buju Banton des organisierten Drogenhandels schuldig gesprochen. Er war bei einer fingierten Übergabe von 5 kg Kokain verhaftet worden und verbüßte danach eine 10-jährige Haftstrafe in Florida. Am 8. Dezember 2018 kam er nach 7½ Jahren Haftstrafe frei. und kehrte nach Jamaika zurück.

## Kontroverse in Deutschland
Als 2004 geplante Konzerte in Deutschland bekannt wurden, kam es zu Protesten und einer Kampagne des LSVD (Lesben- und Schwulenverband in Deutschland) gegen seine Battyman-Tunes. Die Hälfte der in jenem Jahr angesetzten Auftritte in Deutschland wurde abgesagt.
Die Bundesprüfstelle für jugendgefährdende Medien prüfte 2008 eine Indizierung seiner Platten. Indizierungen erfolgten jedoch nicht.
2019 soll er beim Summerjam-Festival in Köln als Headliner auftreten. Einige LGBT-Gruppen, darunter das Organisationskomitee des Kölner Christopher Street Days, forderten, dass sein Auftritt gestrichen wird. Nachdem Banton zugesichert hatte, das Lied Boom Bye Bye nicht zu spielen, erklärten die Veranstalter des Summerjams den Konflikt für beendet.

## Diskografie

### Studioalben
- 1992: Stamina Daddy
- 1992: Mr. Mention
- 1993: Voice Of Jamaica
- 1995: ’Til Shiloh
- 1997: Inna Heights
- 2000: Unchained Spirit
- 2003: Friends For Life
- 2006: Too Bad
- 2009: Rasta Got Soul
- 2010: Before The Dawn
- 2020: Upside Down 2020

### Livealben
- 1997: Chanting Down The Walls Of Babylon (mit Anthony B)
- 2000: Live at Summer Jam (Bootleg, kein offizieller Release)
- 2001: Live in Panama

### Kompilationen
- 1999: Rudeboys Inna Ghetto mit Posse
- 2000: Dubbing with the Banton
- 2000: Flames Of Freedom
- 2001: Ultimate Collection
- 2001: The Best of the Early Years: 1990–1995
- 2001: Want It
- 2002: The Best of
- 2004: Buju and Friends
- 2006: Toppa di Top and Dirty Rhythms
- 2006: 20th Century Masters – The Millennium Collection: The Best of Buju Banton
- 2012: The Early Years, Vol. 2: The Reality of Life

### Singles
- 1993: Make My Day
- 1995: Champion
- 2003: Paid Not Played

## Auszeichnungen für Musikverkäufe
| Goldene Schallplatte - Kanada - 2023: für die Single Champion |

Anmerkung: Auszeichnungen in Ländern aus den Charttabellen bzw. Chartboxen sind in ebendiesen zu finden.
| Land/RegionAuszeichnungen für Musikverkäufe (Land/Region, Auszeichnungen, Verkäufe, Quellen) | Gold     | Platin | Verkäufe | Quellen         |
| -------------------------------------------------------------------------------------------- | -------- | ------ | -------- | --------------- |
| Kanada (MC)                                                                                  | Gold1    | —      | 40.000   | musiccanada.com |
| Vereinigte Staaten (RIAA)                                                                    | Gold1    | —      | 500.000  | riaa.com        |
| Insgesamt                                                                                    | 2× Gold2 | —      |          |                 |